# Coptops pardalis
Coptops pardalis es una especie de escarabajo longicornio del género Coptops, tribu Mesosini, subfamilia Lamiinae. Fue descrita científicamente por Pascoe en 1862.

## Descripción
Mide 13-20 milímetros de longitud.

## Distribución
Se distribuye por Indonesia.